# Wolf D. Prix
Wolf Dieter Prix (Vienna, 12 dicembre 1942) è un architetto austriaco.

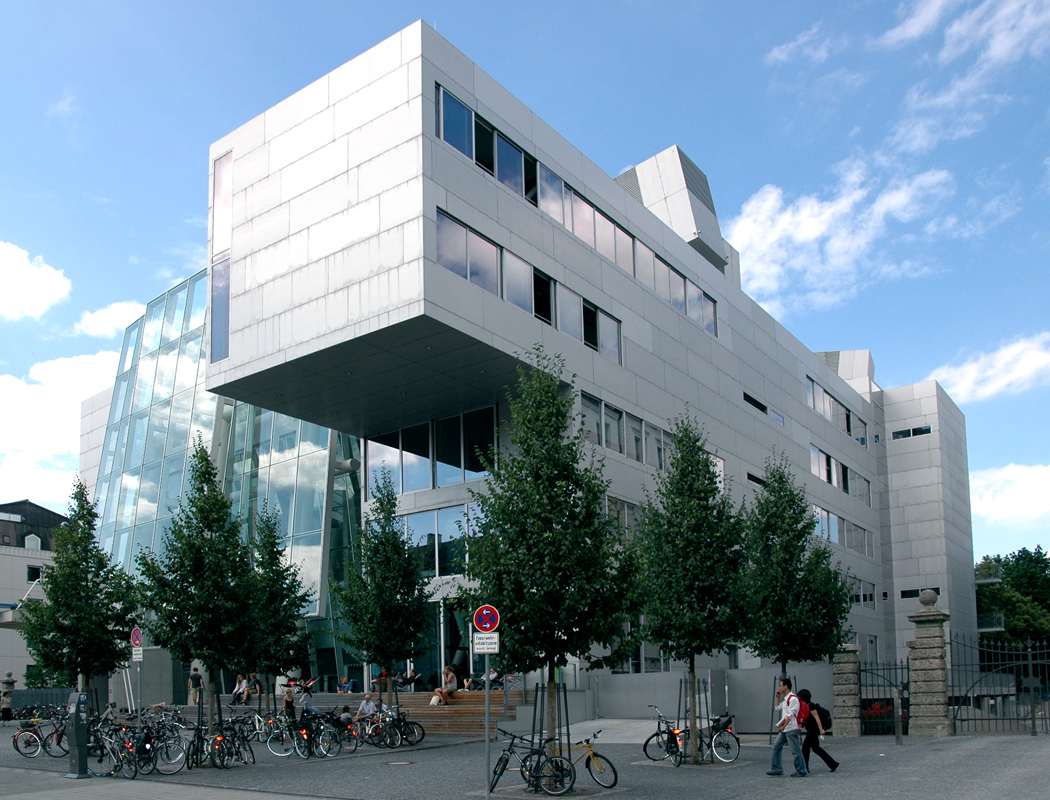
La parte moderna dell'Accademia delle belle arti di Monaco di Baviera, di Wolf D. Prix

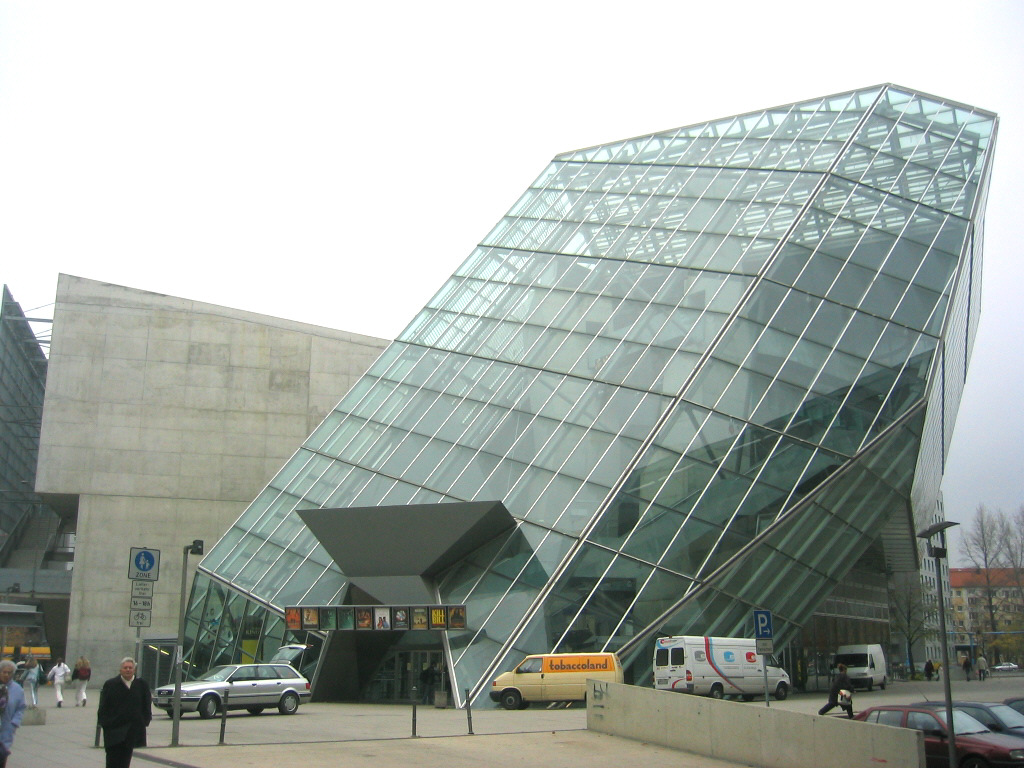
UFA Cinema Palace, progettato da Prix per la Universum Film AG

Gode della reputazione di essere internazionalmente considerato un importante rappresentante del decostruzionismo.

## Biografia
Prix ha studiato alla Technische Universität di Vienna, al Southern California Institute of Architecture di Los Angeles ed alla Architectural Association di Londra.
Nel 1968, insieme a Helmut Swiczinsky, fonda la Coop Himmelb(l)au.
Dal 1999 è docente di architettura presso l'Università di Arti Applicate di Vienna.
Nel 2006 è stato commissario per il padiglione austriaco alla 10ª Mostra internazionale di architettura di Venezia.